# Reghiu
Reghiu là một xã thuộc hạt Vrancea, România. Dân số thời điểm năm 2002 là 2687 người.